# Elecciones parlamentarias de Seychelles de 2011
Las elecciones parlamentarias de Seychelles de 2011 se realizaron del 29 de septiembre al 1 de octubre del mencionado año con el objetivo de renovar la Asamblea Nacional para el período 2011-2016. Los comicios fueron adelantados un año por el gobierno de James Michel, del Partido Popular (PL), a pesar de que esta medida fue rechazada por al oposición. Por tal motivo, la elección fue boicoteada por todos los principales partidos opositores y, como resultado, el Partido Popular ganó los 31 escaños en la Asamblea Nacional. Un escaño extra fue concedido a David Pierre, líder del Movimiento Democrático Popular (PDM), único partido opositor en disputar los comicios, para que sirviera como "Líder de la Oposición" durante la legislatura siguiente.
Aunque el PL logró el 88.56% de los votos válidamente emitidos, la abstención fue relativamente alta (de un 25.75%, la más alta de la historia de Seychelles, donde la abstención es poco habitual) y el porcentaje de votos en blanco y anulados fue del 31.88%, reflejando la ausencia de representatividad provocada por el boicot opositor.

## Sistema electoral
Los 32 escaños de la Asamblea Nacional unicameral de Seychelles son elegidos para un mandato de cinco años reelegibles mediante un sistema mixto que combina el escrutinio mayoritario uninominal con la representación proporcional. 25 escaños son elegidos en circunscripciones de un solo miembro por simple mayoría de votos, mientras que restantes son designados en base al voto popular obtenido por cada partido a nivel nacional. Puede haber entre 6 y 10 escaños designados dependiendo de la cantidad de partidos que hayan superado el 10% de los votos, y un partido recibirá un escaño proporcional por cada vez que supere este porcentaje.

## Resultados
|  | 88.56 % |

|  | 10.89 % |

|  | 0.55 % |

|  | 68.12 % |

|  | 31.88 % |

|  | 100.00 % |

|  | 74.25 % |